# Miguel Sabah
Miguel Sabah Rodríguez (Cancún, 14 novembre 1979) è un ex calciatore messicano di origini libanesi, di ruolo attaccante.

## Carriera

### Club
Inizia la sua carriera nel calcio professionistico nel Chivas, in Messico con cui dal 2000 al 2005 colleziona 86 presenze e 18 gol in campionato. Nel 2000-2001 ha giocato in prestito al Nacional Tijuana con cui ha segnato 6 gol in 26 presenze.
Nel 2006 gioca per il Cruz Azul dove ottiene 104 presenze e ben 42 gol in campionato fino al 2008.
Nel 2009 passa al Morelia giocando fino al 2012 132 partite segnando molti gol (64 gol).
Il 15 dicembre 2012 è ufficializzato il suo ritorno ai Chivas, la squadra che l'ha formato, con i quali firma un biennale. Dopo 25 partite giocate e soli 3 gol però passa nel 2014 al Leòn collezionando 45 presenze in campionato e 12 gol prima del ritiro dal calcio giocato il 5 gennaio 2016.

### Nazionale
Dal 2009 al 2012 ha giocato per la nazionale messicana con cui ha segnato 5 gol in 17 presenze. È stato convocato per la Gold Cup 2009 vinta dalla sua nazionale e nella quale Sabah è stato capocannoniere con 4 gol.

## Palmarès

### Club

#### Competizioni internazionali
- SuperLiga nordamericana: 1

Monarcas Morelia: 2010

### Nazionale
- Gold Cup: 3

2009

### Individuale
- Capocannoniere della CONCACAF Gold Cup: 1

2009 (4 reti)
- Capocannoniere della SuperLiga nordamericana: 1

2010 (4 reti)